# عبد العزيز عودة
عَبدُ العَزِيز عُودَة وهو داعية وخطيب إسلامي فلسطيني، كان له دور في الانتفاضة الفلسطينية من خلال خطاباته من على منبر مسجد الشهيد الإمام عز الدين القسام ضد الاحتلال الإسرائيلي لفلسطين.

## حياته
ينحدر الشيخ عبد العزيز عودة من أسرة كانت قد هاجرت إلى قطاع غزة من منطقة «وادي الحسي» في قضاء بئر السبع بفلسطين عام 1948م. أقام في مخيم جباليا، وتلقى فيه تعليمه المدرسي، ثم انتقل للدراسة العليا في مصر حيث حاز على درجة الليسانس في العلوم العربية والإسلامية من دار العلوم بالقاهرة، وكذلك على دبلوم في الشريعة الإسلامية.
وعندما عاد الداعية عبد العزيز عودة إلى القطاع عام 1981م عمل محاضرا بالجامعة الإسلامية بغزة، كما كان إماماً في مسجد الشيخ عز الدين القسام في بيت لاهيا، ومارس الدعوة والوعظ والتحريض السياسي في المساجد.
صدر في حقه أول قرار ابعاد عن الوطن في عام 1984 قامت السلطات الإسرائيلية باعتقاله بتهمة التحريض، وحكمت عليه بالسجن لمدة 11 شهر وفي شهر نوفمبر عام 1987 أصدرت السلطات الإسرائيلية أمرا بإبعاده عن البلاد.

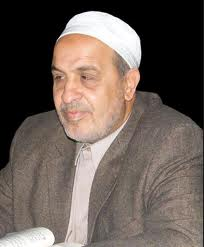
صورة للشيخ الداعية عبد العزيز عودة تم التقاطها في إحدى المحاضرات وهو يلقى محاضرة وبين يديه كتاب

عاد إلى فلسطين في 3 مارس 2000م، وعمل محاضرا في كلية التربية- جامعة الأزهر- قسم الدراسات الإسلامية - وخطيبا لمسجد الشهيد عز الدين القسام.

## إدراجه في قائمة الإرهاب
أدرجته الإدارة الأمريكية عام 1995 ضمن قائمة الإرهابيين وأصبح مطلوبًا لها عام 2006.

## فيديو يوضح قرار إبعاد الشيخ عبد العزيز عودة عن الوطن
|  |  |  |

## من أقوال الشيخ
أولا: رأيه في الاقتال الداخلي:-
| عبد العزيز عودة | قال الشيخ الداعية عبد العزيز عودة: إن من يطلق النار على أخيه في الدين والوطن، هو خائن لله والوطن. وأضاف أن من يطلق النار على أخيه الفلسطيني لا يمكن أن يكون قد انحدر من صلب فلسطيني أو تقلب في رحم أم فلسطينية. ودعا الجماهير إلى التفريق بين الإسلام كدين متسامح ويدعو للمحبة، وبين مطبقيه، رافضاً في الوقت ذاته الحكم على أفعالهم على أنها من الإسلام. وطالب بالتمسك بالإسلام الصحيح الذي يُنجي الإنسان في الدنيا والآخرة، والذي لا يسمح بإزهاق النفس البشرية إلا بالحق، محذراً من خطورة من يرفعون شعارات كاذبة ويطعمون شعبهم بالكذب والتضليل. ولفت إلى سيرة الخليفة عمر بن عبد العزيز المليئة بالدروس والعبر، والتي تظهر حقيقة الإسلام، موضحاً أن أول كتاب أصدره هذا الخليفة العادل بعد توليه الخلافة، كان عزل أحد الولاة في أفريقيا، لأنه كان يعذب الناس، ويتلذذ في تعذيبهم بذكر الله والتسبيح والتكبير. | عبد العزيز عودة |

ثانيا: نشر ثقافة الحوار في المجتمع الفلسطيني:-
| عبد العزيز عودة | أكد الداعية الإسلامي الشيخ عبد العزيز عودة، أن الحوار مرتبط مع الحرية ولكن مع غيابها يغيب الحوار، موضحاً أن الإسلام يجيز الحوار، وأن الإسلام لم ينتشر بالعصي، لقوله تعالى 'لست عليهم بمسيطر'. وأشار إلى أن هناك عاهات فرضت نفسها، وعلى رأسها الاستبداد في العائلة وفي المؤسسة وفي الحكومة وهذا يمنع الحوار أن يأخذ مجراه، ودعا عودة، السياسيين والمثقفين إلى محاربة الاستبداد والحزبية، منوهاً إلى أن تسييس الجوامع بالمعنى الحزبي القائم حالياً في مجتمعنا يعتبر أقبح بدعة. | عبد العزيز عودة |

ثالثا: الحرص على رضا الوالدين:-
| عبد العزيز عودة | تحدث الداعية عن المسن من الجانب الديني ونوّه على أن الإسلام أول من وضع الأسس والقوانين لحماية ورعاية المسنين وحرص على رضا الآباء والأمهات. فلقد طبق السلف أعظم صور البر والإحسان. وقال أن بر الوالدين هو من صميم الإيمان، وتناول العديد من الآيات والأحاديث الشريفة التي تدعوا إلى احترام وبر الوالدين، كثير منا من يغفل عن قضية بر الوالدين وهي مسألة غاية في الأهمية، كيف لا وحبهما وطاعتهما يأتيان مباشرة بعد حب الخالق جل في علاه ثم حب نبيه المصطفى صلى الله عليه سلم. مضيفا ان هده الحقيقة أدركها سلفنا الصالح رضي الله عنهم. | عبد العزيز عودة |

رابعاَ: الإسلام والحريات:-
| عبد العزيز عودة | الإسلام دين الحرية ودين العقل والفطرة، والله عز وجل خلق الإنسان حراً وليس عبداً، وأنه لا توجد قوة على الأرض تجعله عبداً"، مبيناً أن جوهر الدعوات التي جاءها فيها المرسلين كان تحرير الإنسان من العبودية. وأضاف : " لا يمكن أن يعمل العقل وهو مستعبد"، مشيراً إلى أن أعلى درجات نيل الحرية لدى الإنسان هو تقربه إلى الله عز وجل ونيله درجة العبودية لله، منوها أنه في الفترة الأخيرة برز العديد من الأشخاص الذين ينادون في موضوع الحريات، موجهاً لهم الشكر، مؤكداً على أن الحرية التي كفلها الإسلام هي المطلوبة. وأشار إلى أن مفهوم الحرية التي يقصدها البعض هي ما يحدث في أوروبا، مؤكداً أن الحرية التي نريدها هي المتمثلة في النظام الذي أقامه أمير المؤمنين عمر بن الخطاب، مستعرضاً العديد من الشواهد التاريخية والقصص التي تدلل على مدى احترام الإسلام للحريات. وبين الداعية عبد العزيز عودة أن الإسلام يسلح الإنسان بجملة من المفاهيم منها الحرية والكرامة، قائلاً : " لو أن رجلين أحدهما مسلم والآخر كافر اختلافا على صبي، المسلم يقول أنه عبدي والكافر يقول أنه إبني، الفقهاء قالوا أن نحكم للكافر من أجل الحرية"، مبيناً أن يكون حراً عند كافراً، أفضل من أن يكون عبداً عند مسلم. ونفى ما يشيعه البعض أن النظام السياسي في الإسلام لا يعرف النقد والمعارضة ولا حرية التفكير، مؤكداً أن من يشيع هذه الأفكار إما لم يدرس الإسلام أو يحمل عداوة عليه. | عبد العزيز عودة |

. 
خامساَ: من أقوله عن الأسرى الكرام:-
| عبد العزيز عودة | الأسرى عنوان حرية, كما أن الشهداء عنوان حياة، وصدق القائل :ففي القتلى لأقوام حياة وفي الأسرى فدا لهم وعتق..فعندما يأسر الأسير مضحيا بحريته التي هي أغلى ما يملك الإنسان، مضحيا بآماله، هذا الأسير له أمل كما لي ولك، له رغبات كما لي ولك، وكان يستطيع أن يبقى -كما نحن- كان يستطيع أن يتاجر وأن يكثر من المال والبنين, وأن يأخذ أعلى الشهادات، لكنه آثر طريق النضال من أجل أمته، ومن أجل الغاية التي يؤمن بها. الأسرى تاج للحرية على رؤوس الشعوب المناضلة في سبيل نيل حقوقها، ولعلكم سمعتم كثيرا إلى هذا الكلام، ولكننا -كما يقال- لا بد ليس منه بد، عار على أمة أو على دول تنتسب للإسلام والعروبة، وما شابه أن يبقى أسراها عشرات السنين, لم أقرأ في تاريخنا أبدا أن أسرانا ظلوا عشرات السنين، لماذا؟ أنا قرأت أن خليفة جيش جيشا لينقذ امرأة صرخت ونادت باسمه، فهب لنجدتها، وقرأت أن عمر ابن الخطاب استقبل هو وجمهور المسلمين مجموعة أسرى كانوا عند الروم، وكان يقودهم أسير بارز ساومه ملك الروم على أن يقبل رأسه ليفرج عنه، فأبى وفي النهاية قال له قبل رأسي وسوف أفرج عنك وعمن معك، وفي سبيل حرية إخوانه قبل رأس القائد الروماني, فجازاه عمر بأنه اصطف هو وجمهور المسلمين في انتظاره, ليقبل رأسه، يقبل رأس هذا الأسير, مرَّ علينا الأسبوع الماضي في فرحة وابتهاج، لأن الله من على إخواننا وأبناءنا بالحرية بعد سنوات عجاف من الأسر والسجن، و-كما قلت- لا يعقل أبدا أن يبقى المسلمون عشرات السنين، إن فقهاء المسلمين يقولون : لا ينبغي أن يبقى المسلم أسيرا ليوم واحد عند الكفار، إن استطاع المسلمون إنقاذه، بل في فقه الإمام مالك :على المسلمين أن يبذلوا كل ما لديهم من مال حتى لو فرغت خزائنهم على آخرها، ولا يبقى أسير واحد، متى يحس المسلمون بإخوتهم وواجبهم، الإسلام مع حرية الشعوب، فكيف حرية أبنائه, إن ابن تيمية عندما كلم قائد التتار في الأسرى الذين لديه، قال له القائد: نخرج لك أسرى المسلمين، قال لا : لا بد أن يخرج أسرى الملة وأسرى الذمة، لا بد أن يخرج أسرى أهل ملتنا، وأسري أهل ذمتنا، لا فرحنا بخروج إخواننا الذين هم -كما قلت- عنوان حريتنا وكرامتنا واستقلالنا ,بقدر ما نتوجه إلى الله -سبحانه وتعالى- أن يمن على إخواننا الذين بقوا في الفرج العاجل، وأن يردهم إلينا وإلى أهليهم سالمين غانمين. بقيت كلمة وهي : ما الهدية التي ينبغي أن تقدم لهؤلاء الأسرى، الأسرى الذين حرروا، والذين ما زالوا في الأسر، ما الهدية التي ينبغي أن تقدم لهؤلاء ؟ الكلام فحسب، أنا أقول : لا، إن أفضل هدية تقدم لإخواننا الأسرى المناضلين الكرماء من تحرر منهم ومن بقي منهم, أن نصلح شأننا، أن نعيد ترتيب حياتنا، نحن- أيها الإخوة – وأنا هذا الكلام والله لا أوجهه إلى فئة دون فئة، ولطالما قلته : " إذا رأيت تضحيات باهظة وإنجازات محدودة، فلا بد أن يكون هناك خلل ", لا بد من دراسة الخلل، لا ينبغي أن نستحيي من عيوبنا، إن أردنا أن نحقق أهدافنا في التحرير والاستقلال والكرامة، لا بد من إعادة تقييم لأنفسنا، أين نحن -أيها الإخوة -؟ ما هي الأفاق التي أمامنا ؟ إن أمامنا عدو لا ينام الليل ,لا يعرف النوم , يخطط، ما هي خططنا ومناهجنا؟ هل نستطيع المواجهة ؟ مواجهة حقيقية ونحن منقسمون على أنفسنا, أخطر ما يصاب به الشعب من الشعوب، لا بد من إنهاء الانقسام، لا بد من إعادة أو تقييم مناهج التربية، لا بد من إشاعة روح التسامح، لابد من إشاعة ثقافة الحوار، وإن ما امتلكه أنا وجهة نظر، تقبل الخطأ والصواب، هب لي أنني قلت لك :أخطأت، أو قلت لك : أخطأت، هل أصبحنا أعداء بذلك ؟ لا بد من تحقيق كرامة الإنسان، لا ينبغي للمجتمع الإسلامي أن يلطم أحد على وجهه، نقطة البدء حرية الإنسان وكرامته، وأن يملك الإنسان أن يقول ما يريد, وهو آمن على يومه وغده، عندما ترى الإنسان وقد أبدى وأظهر، أكثر مما أخفي في بطنه -أي في قلبه- فعندئذ نكن قد بدأنا طريق النهضة والتغيير, أما إذا كانت شعوبنا ونحن منهم، لا نظهر عشر معشار ما نخبئه في قلوبنا خوفا، وحسابات هنا وهناك، فمعنى هذا أننا ماكثون، لكنني أعيذكم وأعيذ نفسي أن نمكث في باطل أو في ضلال, أنا لا أريد أن أتكلم كم خسرت قضيتنا بما نحن فيه, لا بد أن تنتهي هذه الروح الحزبية الكريهة، لابد أن تنتهي، جمال الدين الأفغاني كان يقول:" الأحزاب في الغرب نعمة، والأحزاب في الشرق نقمة ", هناك يتسابقون على خدمة الجماهير والأمة، وهنا يتنافسون على استخدام الجماهير. | عبد العزيز عودة |

## فيديو لفضيلة الشيخ في خطبه له ومقابلات خاصة معه
- فيديو لفضيلة الشيـخ في مقابلة خاصة معه على قناة العالم الجـزء الأول على يوتيوب
- فيديو لفضيلة الشيخ في مقابلة خاصة معه على قناة العالم الجزء الثاني على يوتيوب
- فيديو لفضيلة الشيخ في مقابلة خاصة معه على قناة العالم الجزء الثالث على يوتيوب
- فيديو لفضيلة الشيخ في مقابلة خاصة معه على قناة العالم الجزء الرابع على يوتيوب
- فيديو لفضيلة الشيخ في مقابلة خاصة معه على قناة العالم الجزء الخامس على يوتيوب
- فيديو لفضيلة الشيخ في خطبه له على يوتيوب

## صور للشيخ الداعية
- مجموعة صور لفضيلة الشيخ الداعية / عبد العـزيز عــــــــــودة

|  |  |  |